# Girl Trouble
Girl Trouble es una banda de rock formada en 1983, en Tacoma, Washington. con 4 integrantes de Tacoma y 1 de Spokane en la cual uno ya no forma parte de la agrupación.
Girl Trouble nunca obtuvo la popularidad alta, sin embargo es consolidado totalmente un grupo de culto debido a que fue conocido independientemente en la escena musical del rock. aunque son originarios de Washington, el grupo nunca perteneció a la escena del grunge, sino a otro estilo y escena musical.
Es caracterizado por su sonido potente, rebelde con influencias del punk rock y del garage punk.
Sus sencillos más conocidos son: "Riverbed", "Old Time Religion" y "She No Rattle My Cage".
Han tocado a lado de grupos como: Beat Happening, Soundgarden, Melvins, Man or Astro-man?, The Evaporators, Billy Childish, Gas Huffer, entre otros.

## Integrantes

### Formación actual
- Kurt P. Kendall - vocal, saxofón
- Bon Von Wheelie - batería
- Kahuna - guitarra
- Dale Phillips - bajo

### Exintegrantes
- David Duet - vocal (1984 - 1986)

## Discografía

### Álbumes de estudio
- 1988: "Hit It or Quit It"
- 1990: "Thrillsphere"
- 1993: "New American Shame"
- 1998: "Tuesdays Thursdays & Sundays"
- 2003: "The Illusion of Excitement"

### EP
- 1990: "Stomp and Shout and Work It On Out"
- 1992: "Girl Trouble Plays Elvis Movie Themes"

### Compilaciones
- 1996: "Hype!"

### Splits con colaboraciones
- 1989: "Blue Christmas / Sleigh Ride / X-Mess" (con Kings of Rock)
- 1991: "Sister Mary Motorcycle / Take Up The Slack, Daddy-O" (con The A-Bones)
- 1995: "Don't Be Grateful / Cold Shoulder" (con Popdefect)
- 1996: "Kick Out The Jams! / You Got What It Takes!" (con The Mono Men)
- 2013: "I Know Why Santa is Drunk/Letter to Santa" (con The Dignitaries)

### Sencillos
- "She No Rattle My Cage"
- "Old Time Religion"
- "Riverbed"
- "When Opposites Attract"
- "Cleopatra and the Slaves"